# La Fabrique de l'industrie
 (septembre 2022).
La mise en forme du texte ne suit pas les recommandations de Wikipédia : il faut le « wikifier ».
Les points d'amélioration suivants sont les cas les plus fréquents. Le détail des points à revoir est peut-être précisé sur la page de discussion.
- Les titres sont pré-formatés par le logiciel. Ils ne sont ni en capitales, ni en gras.
- Le texte ne doit pas être écrit en capitales (les noms de famille non plus), ni en gras, ni en italique, ni en « petit »…
- Le gras n'est utilisé que pour surligner le titre de l'article dans l'introduction, une seule fois.
- L'italique est rarement utilisé : mots en langue étrangère, titres d'œuvres, noms de bateaux, etc.
- Les citations ne sont pas en italique mais en corps de texte normal. Elles sont entourées par des guillemets français : « et ».
- Les listes à puces sont à éviter, des paragraphes rédigés étant largement préférés. Les tableaux sont à réserver à la présentation de données structurées (résultats, etc.).
- Les appels de note de bas de page (petits chiffres en exposant, introduits par l'outil «  Source ») sont à placer entre la fin de phrase et le point final[comme ça].
- Les liens internes (vers d'autres articles de Wikipédia) sont à choisir avec parcimonie. Créez des liens vers des articles approfondissant le sujet. Les termes génériques sans rapport avec le sujet sont à éviter, ainsi que les répétitions de liens vers un même terme.
- Les liens externes sont à placer uniquement dans une section « Liens externes », à la fin de l'article. Ces liens sont à choisir avec parcimonie suivant les règles définies. Si un lien sert de source à l'article, son insertion dans le texte est à faire par les notes de bas de page.
- La présentation des références doit suivre les conventions bibliographiques. Il est recommandé d'utiliser les modèles {{Ouvrage}}, {{Chapitre}}, {{Article}}, {{Lien web}} et/ou {{Bibliographie}}. Le mode d'édition visuel peut mettre en forme automatiquement les références.
- Insérer une infobox (cadre d'informations à droite) n'est pas obligatoire pour parachever la mise en page.

Pour une aide détaillée, merci de consulter Aide:Wikification.
Si vous pensez que ces points ont été résolus, vous pouvez retirer ce bandeau et améliorer la mise en forme d'un autre article.
La Fabrique de l'industrie est un laboratoire d'idées français créé en 2011, dédié aux problématiques de l’industrie et aux liens de celle-ci avec l’économie et la société. Il a pour but d'apporter une vision sur les enjeux industriels et les défis économiques auxquels la France est confrontée, d'organiser des débats et de rendre accessible la diversité des points de vue.

## Buts
La Fabrique travaille de façon pluridisciplinaire sur l’industrie, sur ce que recouvre aujourd'hui la production industrielle en France et en Europe, sur la valeur ajoutée qu’elle engendre et sur ses perspectives d’avenir à moyen et long termes.
Pour cela, La Fabrique s’intéresse à la façon dont l’industrie se développe dans le monde, aux stratégies et politiques industrielles mises en œuvre par les pays industrialisés et émergents, aux défis et opportunités que présente la mondialisation accélérée de l’industrie.
- de sensibiliser aux enjeux de l’industrie les décideurs politiques, économiques et sociaux, les relais d’opinion, les industriels et les jeunes scolaires et étudiants ;
- d’aider à la construction de visions, de perspectives et d’une ambition pour l’industrie française à moyen et long terme, dans un cadre européen et mondial ;
- de susciter la confrontation de points de vue et analyses en lien avec l’industrie entre experts, acteurs et observateurs ;
- de donner des éléments de réflexion pour l’élaboration de politiques publiques favorables à l’industrie ;
- de participer au développement d’analyses innovantes sur l’industrie et faciliter l’évolution vers des modes de production plus consensuels et durables.

## Production

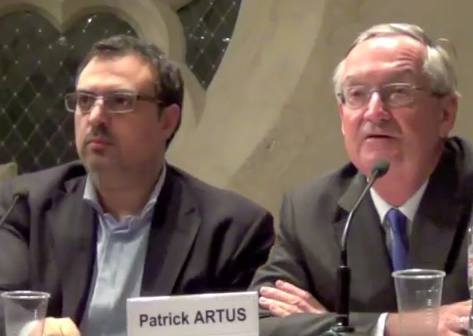
Laurent Guez et Patrick Artus lors du premier cycle d'entretiens

La Fabrique de l’industrie diffuse les résultats de ses travaux sous trois formes principales :
- Les séminaires, colloques et conférences ;
- Les publications : notes thématiques ou rapports d’études issus des groupes de travail associant praticiens et experts, ou synthèses de travaux existants ;
- Les manifestations et publications à caractère « grand public », comme des expositions photographiques ou des visites d’usines.

### Analyses, études et groupes de réflexion
La Fabrique affiche quatre axes de travail : établir un diagnostic partagé, associer toutes les parties prenantes, analyser les politiques publiques, préparer l'avenir[réf. nécessaire].
Depuis sa création en 2011, le think tank a notamment publié 38 notes, 9 ouvrages et 42 synthèses[source secondaire souhaitée].

### Les Entretiens de La Fabrique et autres conférences
La Fabrique de l’industrie organise, seule ou en partenariat des conférences ou des tables rondes.  
La Fabrique est partenaire depuis 2019 de l'observatoire des Territoires d'industrie avec la Banque des territoires, l'Institut pour la Recherche de la Caisse des dépôts, l'Agence nationale de la cohésion des territoires (ANCT), Mines Paris, l'Assemblée des communautés de France (AdCF), Régions de France et des chercheurs des universités de Poitiers et de Paris-Nanterre[source secondaire souhaitée].

### Les Rencontres «Jeunes et industrie»
La Fabrique organise ou co-organise de nombreuses rencontres entre les jeunes, les enseignants et les industriels, afin de les sensibiliser à la réalité industrielle et de favoriser leur orientation vers les métiers de l'industrie. 

## Gouvernance
Ce think tank est le fruit d'une proposition faite fin 2008 par le Conseil de l’UIMM et reprise dans le rapport final des États généraux de l’industrie, organisés en 2010 par le ministère de l’Économie, des Finances et de l’Industrie[source insuffisante]. Il a finalement été créé le 10 octobre 2011 par l'Union des industries et des métiers de la métallurgie (UIMM), le Cercle de l’industrie et le Groupe des fédérations industrielles (GFI), rejoints depuis par le Groupe des Industries Métallurgiques (GIM) et le Groupement des industries françaises aéronautiques et spatiales (GIFAS)[source secondaire souhaitée].
La Fabrique de l’industrie est une association régie par la loi du 1er juillet 1901, co-présidée par Louis Gallois, ancien président exécutif d’EADS et ancien président du conseil de surveillance du Groupe PSA et Pierre-André de Chalendar, président de Saint-Gobain. Vincent Charlet en est le délégué général[source secondaire souhaitée].

## Financement
En 2021, son financement s'élevait à 1,3 million d'euros TTC. Différentes fédérations industrielles soutiennent La Fabrique de l'industrie :  l’UIMM (700 k€), France Industrie (400 k€), le GIM (200 k€) et le GIFAS (14 k€). 